# Jan Rose Kasmir
Jan Rose Kasmir (nascida em 1950) é uma ex-estudante de ensino médio que participou do protesto contra o envolvimento dos EUA no Vietnã, em Washington, DC, onde milhares de ativistas anti-guerra haviam se reunido em frente ao Pentágono em 21 de outubro de 1967 e foi fotografada pelo famoso fotógrafo francês Marc Riboud.
A foto de Jan Rose Kasmir (na época com 17 anos) com uma flor nas mãos e um olhar gentil em seus olhos, em pé na frente de vários soldados empunhando fuzis e parados para bloquear os manifestantes, se tornou um símbolo bem conhecido de luta pela paz e resistência não-violenta .
De história da Universidade de Georgetown professor Michael Kazin disse "uma das razões que a fotografia tornou-se famosa é a de que houve um esforço para conversar com os soldados, para convencê-los a lançar as suas armas e se juntar a nós.". Kazin, um manifestante do Pentágono companheiros em 1967, escreveu o livro 2000 América Dividida: A Guerra Civil da década de 1960.
A manifestação resultou em alguns dos primeiros confrontos violentos do movimento anti-guerra. Os soldados e agentes federais usaram gás lacrimogêneo na multidão tentando forçar sua saída de dentro do edifício. Seiscentos e oitenta e um manifestantes foram presos, e dezenas foram espancados enquanto eram empurrados para fora das instalações do Pentágono. A violência, memoravelmente narrada no relato em primeira mão pelo romancista Norman Mailer em "Os Exércitos da Noite" (The Armies of the Night), concentrou a atenção do mundo sobre os esforços de paz como nunca antes.
Jan Rose Kasmir então se tornou uma massagista. Desde 2001 ela tem vivido em Aarhus, na Dinamarca, com sua filha de 12 anos, Lisa Ann, e seu marido dinamarquês.
Mais de 30 anos após o protesto, um jornal francês rastreou Kasmir, e em fevereiro de 2003, Marc Riboud seguiu para um protesto em Londres contra a guerra no Iraque. Ela levou consigo uma cópia em formato poster da fotografia 1967 e Riboud fotografou-a novamente.